# Церква святого архістратига Михаїла (Корнин)
Церква святого архістратига Михаїла — чинна мурована парафіяльна церква у смт Корнин, Корнинської громади Попільнянського району Житомирської області. Парафія належить до Житомирської єпархії Православної церкви України.

## Архітектура
Церква мурована тридільна, хрещата у плані, п'ятиверха. До входу церкви примикає двоярусна дзвіниця яка з'єднана з бабинцем.
Збудовано у російсько-візантійському стилі, що був характерним для російської храмової архітектури XVII ст.